# Albacor de Molla Blanca
Albacor De Molla Blanca es un cultivar de higuera de tipo higo común Ficus carica, bífera (con dos cosechas por temporada, brevas e higos de otoño), de higos de epidermis con color de fondo negro con sobre color negro rojizo en el cuello. Se cultiva en la colección de higueras de Montserrat Pons i Boscana, en el municipio español de Llucmajor, Islas Baleares.

## Sinonimia
- „sin sinónimo“,[4][6][7]

## Historia
Actualmente la cultiva en su colección de higueras baleares Montserrat Pons i Boscana, rescatada de un ejemplar o higuera madre cultivada en "ses Voltes" en el término de San Lorenzo del Cardezar, propiedad de Pedro Santandreu i Ferrer conocedor y amante de todo lo que rodea el agro mallorquín.
La variedad 'Albacor De Molla Blanca' está citada en el Diccionario Catalán-Valenciano-Balear (DCVB). Esta variedad debe su nombre probablemente al color de la pulpa tan marcadamente blanquecina.

## Características
La higuera 'Albacor De Molla Blanca' es una variedad bífera de tipo higo común. Árbol de gran desarrollo, con copa altiva estirada y poco espesa de ramaje. Sus hojas con 3 lóbulos (50-60%) son las mayoritarias, de 5 lóbulos (30%) y de 1 lóbulo (10%). Sus hojas con dientes presentes y márgenes ondulados anchos. 'Albacor De Molla Blanca' tiene un desprendimiento mediano de higos, y un rendimiento productivo alto por cada árbol. La yema apical cónica de color verde amarillento.
Los frutos 'Albacor De Molla Blanca' son de tamaño de longitud x anchura de 42 x 67 mm de forma entre ovoidales y piriformes de cuello estirado y estrecho tanto en brevas como en higos, que presentan unos frutos grandes, sobre todo las brevas, simétricos en la forma y uniformes en las dimensiones, de unos 36,680 gramos en promedio, de epidermis de consistencia fuerte, grosor de la piel mediano, de color de fondo negro con sobre color negro rojizo en el cuello. Ostiolo de 0 a 2 mm con escamas moradas pequeñas. Pedúnculo de 2 a 3 mm cilíndrico delgado corto de color verde. Grietas longitudinales escasas y gruesas. Costillas  poco marcadas. Con un ºBrix (grado de azúcar) de 27 muy dulce y sabroso en higos, con color de la pulpa rosada algo blanquecina. Con cavidad interna grande y alargada, y una gran cantidad de aquenios medianos. Son de un inicio de maduración en las brevas sobre el 14 de junio, la maduración de los higos sobre el 18 de agosto al 22 de septiembre. De rendimiento por árbol elevado.
Se usa como brevas e higos frescos para alimentación humana. Frescos y secos para alimentación animal. Producción alta. Son de difícil abscisión del pedúnculo y una mediana facilidad de pelado. Bastantes resistentes a la apertura del ostiolo y al transporte. Muy sensibles a las lluvias, y al agriado, y medianamente susceptibles al desprendimiento.

## Cultivo
'Albacor De Molla Blanca', se utiliza brevas e higos frescos para alimentación humana. Los higos en fresco y seco para consumo animal (ganado porcino y ovino). Se está tratando de recuperar de ejemplares cultivados en la colección de higueras baleares de Montserrat Pons i Boscana en Llucmajor.